# Luigi Sepiacci
Luigi Sepiacci OESA (* 12. September 1835 in Castiglione del Lago als Domenico Daniele Sepiacci; † 26. April 1893 in Rom) war ein italienischer Kurienkardinal der römisch-katholischen Kirche.

## Leben
Domenico Daniele Sepiacci trat 1851 dem Augustinerorden bei, nahm den Ordensnamen Luigi an und legte im Juni des Folgejahres die Profess ab. Am 29. Mai 1858 empfing er durch Vincenzo Gioacchino Kardinal Pecci, den späteren Papst Leo XIII., die Priesterweihe. 1870 wurde er Theologieprofessor in Rom. 1874 wurde Sepiacci Sozius der Katholischen Akademie, ehe er im Februar 1880 zum Generalprokurator des Augustinerordens aufstieg.
Papst Leo XIII. ernannte ihn am 15. März 1883 zum Titularbischof von Callinicum. Die Bischofsweihe spendete ihm drei Tage später Kardinalvikar Raffaele Monaco La Valletta; Mitkonsekratoren waren Giulio Lenti und François Marinelli, beide Weihbischöfe in Rom. Am 7. August 1885 ernannte ihn Leo XIII. zum Präsidenten der Päpstlichen Diplomatenakademie. Im Juni 1886 wurde Sepiacci schließlich Sekretär der Religiosenkongregation.
Im Konsistorium vom 14. Dezember 1891 nahm ihn Leo XIII. als Kardinalpriester von Santa Prisca ins Kardinalskollegium auf. Am 1. August 1892 wurde Kardinal Sepiacci Präfekt der Kongregation für Reliquien und Ablässe. Bereits ein Jahr später starb er im Alter von erst 57 Jahren. Er wurde zunächst auf dem römischen Friedhof Campo Verano beigesetzt. Anlässlich seines 45. Todestages wurden die Gebeine 1938 in seine Titelkirche Santa Prisca überführt.